# Seven de Londres 2015
El Seven de Londres de 2015 fue la decimoquinta edición del torneo inglés de rugby 7, fue el noveno y último torneo de la temporada 2014-15 de la Serie Mundial Masculina de Rugby 7.
Se disputó en el Twickenham Stadium de Londres.

## Fase de grupos

### Grupo A
| Equipo    | Encuentros | Encuentros | Encuentros | Encuentros | Tantos  | Tantos    | Tantos     | Puntos |
| Equipo    | jugados    | ganados    | empatados  | perdidos   | a favor | en contra | diferencia | Puntos |
| --------- | ---------- | ---------- | ---------- | ---------- | ------- | --------- | ---------- | ------ |
| Fiyi      | 3          | 3          | 0          | 0          | 81      | 45        | +36        | 9      |
| Canadá    | 3          | 2          | 0          | 1          | 57      | 50        | +7         | 7      |
| Samoa     | 3          | 1          | 0          | 2          | 45      | 53        | -8         | 5      |
| Argentina | 3          | 0          | 0          | 3          | 34      | 69        | -35        | 3      |

Nota: Se otorgan 3 puntos al equipo que gane un partido, 2 al que empate y 1 al que pierda

### Grupo B
| Equipo        | Encuentros | Encuentros | Encuentros | Encuentros | Tantos  | Tantos    | Tantos     | Puntos |
| Equipo        | jugados    | ganados    | empatados  | perdidos   | a favor | en contra | diferencia | Puntos |
| ------------- | ---------- | ---------- | ---------- | ---------- | ------- | --------- | ---------- | ------ |
| Nueva Zelanda | 3          | 3          | 0          | 0          | 88      | 24        | +64        | 9      |
| Australia     | 3          | 2          | 0          | 1          | 70      | 38        | +32        | 7      |
| Gales         | 3          | 1          | 0          | 2          | 38      | 78        | -40        | 5      |
| Japón         | 3          | 0          | 0          | 3          | 35      | 91        | -56        | 3      |

### Grupo C
| Equipo     | Encuentros | Encuentros | Encuentros | Encuentros | Tantos  | Tantos    | Tantos     | Puntos |
| Equipo     | jugados    | ganados    | empatados  | perdidos   | a favor | en contra | diferencia | Puntos |
| ---------- | ---------- | ---------- | ---------- | ---------- | ------- | --------- | ---------- | ------ |
| Escocia    | 3          | 3          | 0          | 0          | 67      | 45        | +22        | 9      |
| Inglaterra | 3          | 2          | 0          | 1          | 115     | 29        | +86        | 7      |
| Kenia      | 3          | 1          | 0          | 2          | 31      | 80        | -49        | 5      |
| Brasil     | 3          | 0          | 0          | 3          | 35      | 94        | -59        | 3      |

### Grupo D
| Equipo         | Encuentros | Encuentros | Encuentros | Encuentros | Tantos  | Tantos    | Tantos     | Puntos |
| Equipo         | jugados    | ganados    | empatados  | perdidos   | a favor | en contra | diferencia | Puntos |
| -------------- | ---------- | ---------- | ---------- | ---------- | ------- | --------- | ---------- | ------ |
| Estados Unidos | 3          | 3          | 0          | 0          | 73      | 43        | +30        | 9      |
| Sudáfrica      | 3          | 2          | 0          | 1          | 59      | 28        | +31        | 7      |
| Francia        | 3          | 1          | 0          | 2          | 52      | 71        | -19        | 5      |
| Portugal       | 3          | 0          | 0          | 3          | 31      | 73        | -42        | 3      |

## Fase Final

### Cuartos de final
| 17 de mayo | Fiyi | 19 - 7 | Sudáfrica |  |  |

| 17 de mayo | Escocia | 19 - 31 | Australia |  |  |

| 17 de mayo | Estados Unidos | 29 - 10 | Canadá |  |  |

| 17 de mayo | Nueva Zelanda | 17 - 21 | Inglaterra |  |  |

### Semifinal
| 17 de mayo | Fiyi | 7 - 33 | Australia |  |  |

| 17 de mayo | Estados Unidos | 43 - 12 | Inglaterra |  |  |

### Final
| 17 de mayo | Australia | 22 - 45 | Estados Unidos |  |  |

| Bandera de Estados Unidos |
| Campeón Estados Unidos    |
| 1º título del circuito    |